# Tanganoides
Tanganoides es un género de arañas araneomorfas pertenecientes a la familia Amphinectidae. Se encuentra en Tasmania y Nueva Gales del Sur.

## Especies
Según The World Spider Catalog 12.0:
- Tanganoides acutus (Davies, 2003);
- Tanganoides clarkei (Davies, 2003);
- Tanganoides collinus (Davies, 2003);
- Tanganoides greeni (Davies, 2003);
- Tanganoides harveyi (Davies, 2003);
- Tanganoides mcpartlan (Davies, 2003).